# Memoari porodice Milić
Memoari porodice Milić je humorna obiteljska TV serija u produkciji nekadašnje Televizije Sarajevo.
Serija je snimana i prikazivana 1990. i 1991. godine, a tema su bili događaji iz svakidašnjeg života. Ukupno je snimljeno 20 epizoda u trajanju od 25 minuta. Ulogu glave obitelji, Milana Milića, tumačio je poznati bosanskohercegovački glumac Zijah Sokolović. Ostale glavne uloge imali su Etela Pardo kao Milanova žena Ana, te Miloš Stojanović i Olivera Rajak kao njihova djeca Saša i Tanja. Glavni lik serije je Tanja, najmlađi član obitelji, koja piše memoare svoje obitelji, a za ljubimca ima zlatnu ribicu Karolinu koja se može s njom sporazumjevati i skupa rješavaju različite situacije.